# Typhlops madagascariensis
Typhlops madagascariensis este o specie de șerpi din genul Typhlops, familia Typhlopidae, descrisă de Boettger 1877. Conform Catalogue of Life specia Typhlops madagascariensis nu are subspecii cunoscute.